# Primarias del Partido Demócrata de 2008 en Misisipi

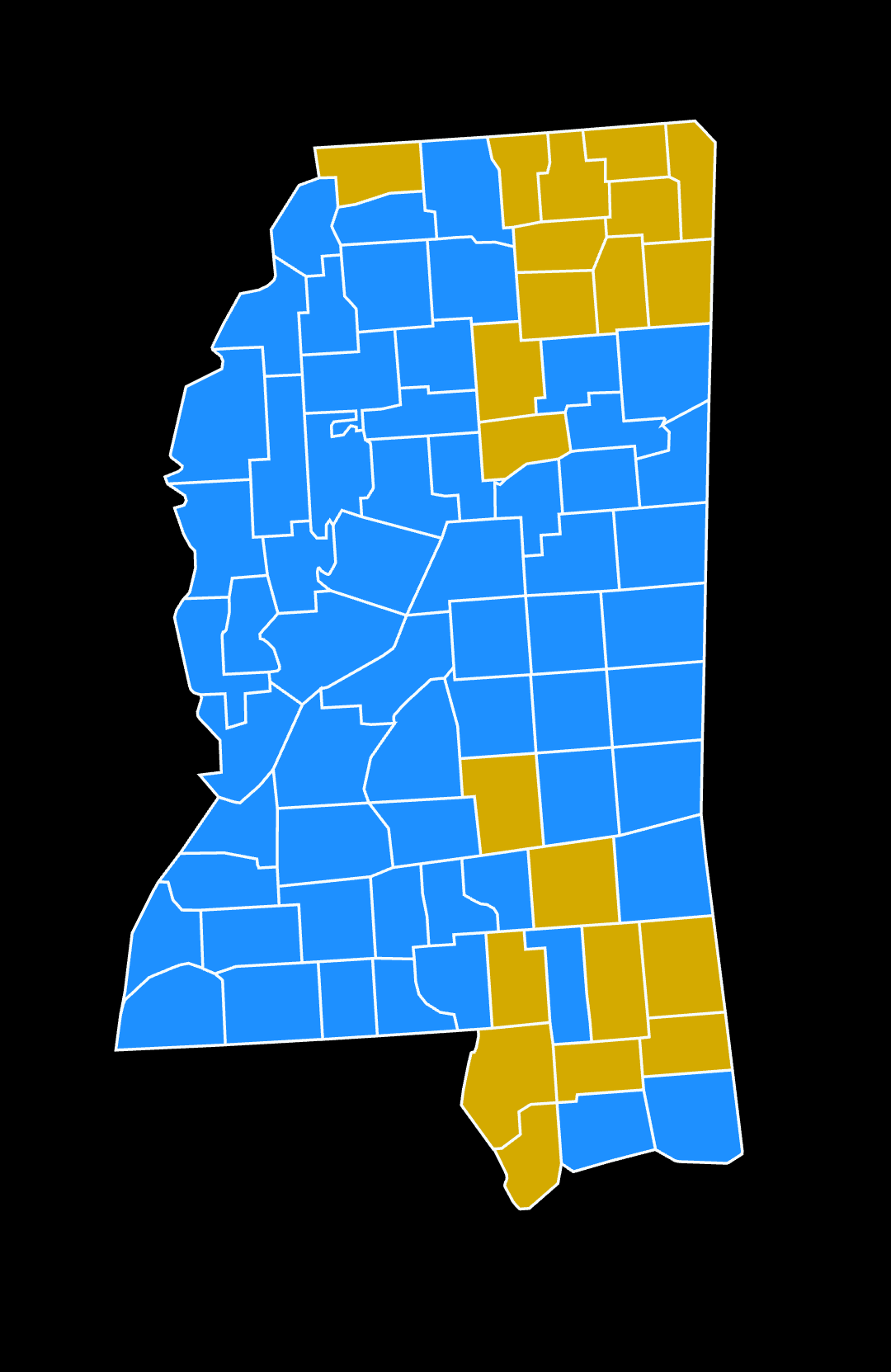
Mapa que muestra los resultados de las primarias demócratas de Misisipi del año 2008 por condado

Las Primarias demócratas de Misisipi, 2008, fueron el 11 de marzo de 2008.

## Resultados
| Key: | Candidato se retiró antes de la primaria |

| Primarias presidenciales Demócratas de Misisipi, 2008 | Primarias presidenciales Demócratas de Misisipi, 2008 | Primarias presidenciales Demócratas de Misisipi, 2008 | Primarias presidenciales Demócratas de Misisipi, 2008 |
| Candidato                                             | Votos                                                 | Porcentaje                                            | Delegados                                             |
| ----------------------------------------------------- | ----------------------------------------------------- | ----------------------------------------------------- | ----------------------------------------------------- |
| Barack Obama                                          | 255.809                                               | 60,80%                                                | 19                                                    |
| Hillary Clinton                                       | 155.686                                               | 37,00%                                                | 14                                                    |
| John Edwards                                          | 3.894                                                 | 0,93%                                                 | 0                                                     |
| Joseph Biden                                          | 1.784                                                 | 0,42%                                                 | 0                                                     |
| Bill Richardson                                       | 1.365                                                 | 0,32%                                                 | 0                                                     |
| Dennis Kucinich                                       | 895                                                   | 0,21%                                                 | 0                                                     |
| Chris Dodd                                            | 731                                                   | 0,17%                                                 | 0                                                     |
| Mike Gravel                                           | 587                                                   | 0,14%                                                 | 0                                                     |
| Total                                                 | 420.751                                               | 100,00%                                               | 33                                                    |